# 마위리츠 더 스흐레이버르
마위리츠 더 스흐레이버르(네덜란드어: Maurits De Schrijver, 1951년 6월 26일, 오스트-플란데런 주 알스트 ~)는 벨기에의 전직 축구 선수이다.

## 경력
현역 시절, 그는 로케런에서 활약했다.
더 스흐레이버르는 덴마크와의 1982년 5월 친선경기에서 벨기에 국가대표팀 첫 경기를 치렀고, 4경기에 출전했고, 득점 기록은 없다. 그는 1982년 월드컵에 자국을 대표로 참가했다. 그의 마지막 국가대표팀 경기는 1982년 12월에 열린 스코틀랜드와의 유로 1984 예선전 경기였다.